# Hibbertia mulligana
Hibbertia mulligana är en tvåhjärtbladig växtart som beskrevs av Sally T. Reynolds. Hibbertia mulligana ingår i släktet Hibbertia och familjen Dilleniaceae. Inga underarter finns listade i Catalogue of Life.